# 養儼院
養儼院（ようげんいん、慶長2年（1597年） - 寛永2年3月28日（1625年5月4日））は、安土桃山時代から江戸時代初期にかけての女性。徳川家康の側室。駿河今川氏の家臣・黒田直陣の娘。お六の方と称した。

## 人物
お勝の方の部屋子を経て、徳川家康の側室となり、慶長19年（1614年）の大坂冬の陣にも供奉した。元和2年（1616年）に家康が死去すると出家して養儼院と号し、田安比丘尼屋敷に住んだ。後に喜連川義親に嫁ぐ。しかし寛永2年（1625年）3月28日、家康の法事で日光東照宮を参詣した際に急死した。享年29。法名は養儼院鑑譽心光大姉。墓所は、養源院跡（栃木県日光市山内）、金戒光明寺（京都府京都市左京区黒谷町）。

## 養儼院を主人公とする小説
- 諸田玲子『仇花』（2003年 光文社 光文社文庫）

## 登場作品
テレビドラマ
- 風雲!真田幸村（1989年、テレビ東京、演 : 林美里）
- 葵 徳川三代 （2000年、NHK大河ドラマ、演 : 菊池麻衣子）
- 武蔵 MUSASHI （2003年、NHK大河ドラマ、演 : 須藤温子）